# Équipe cycliste Milram

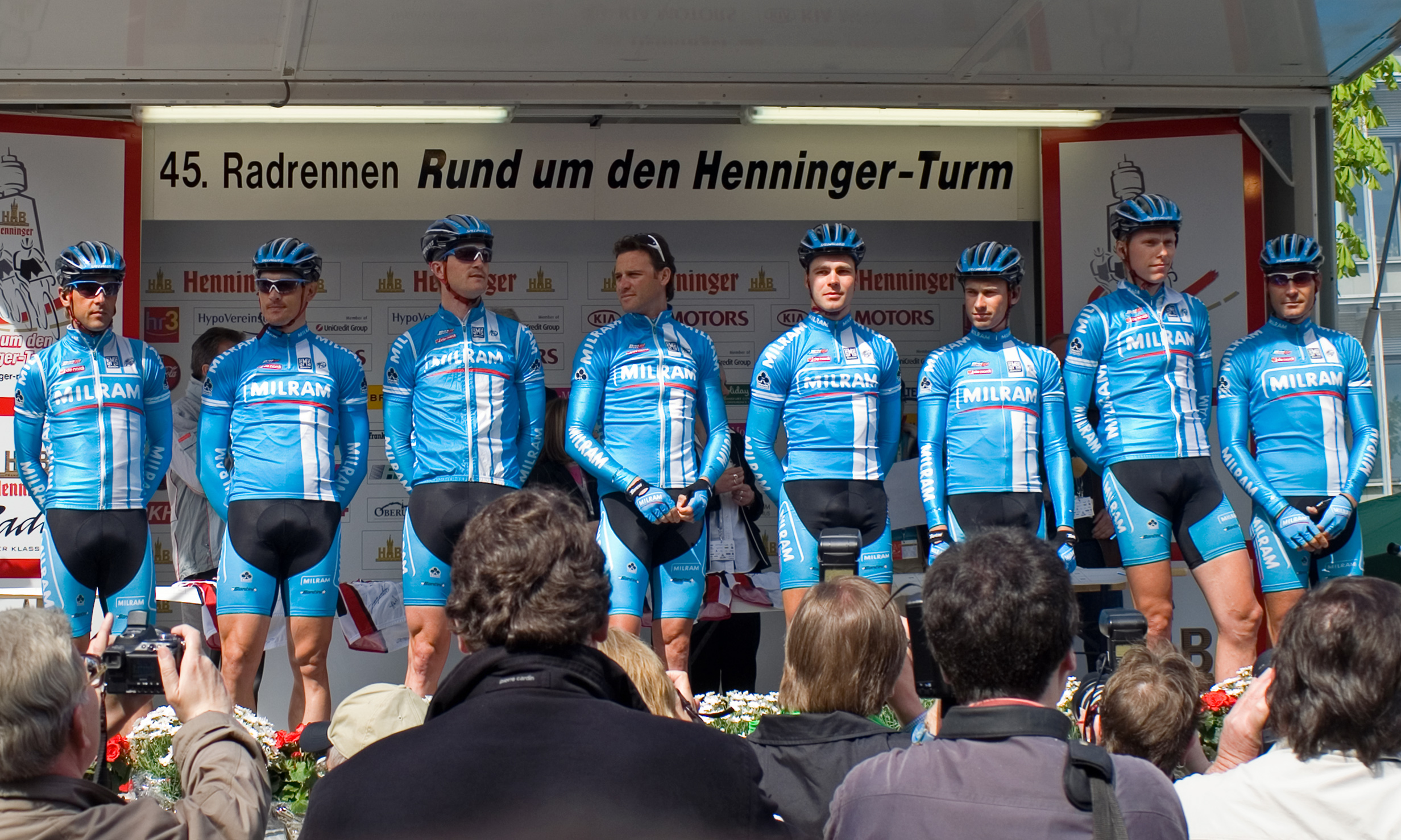
L'équipe en 2006

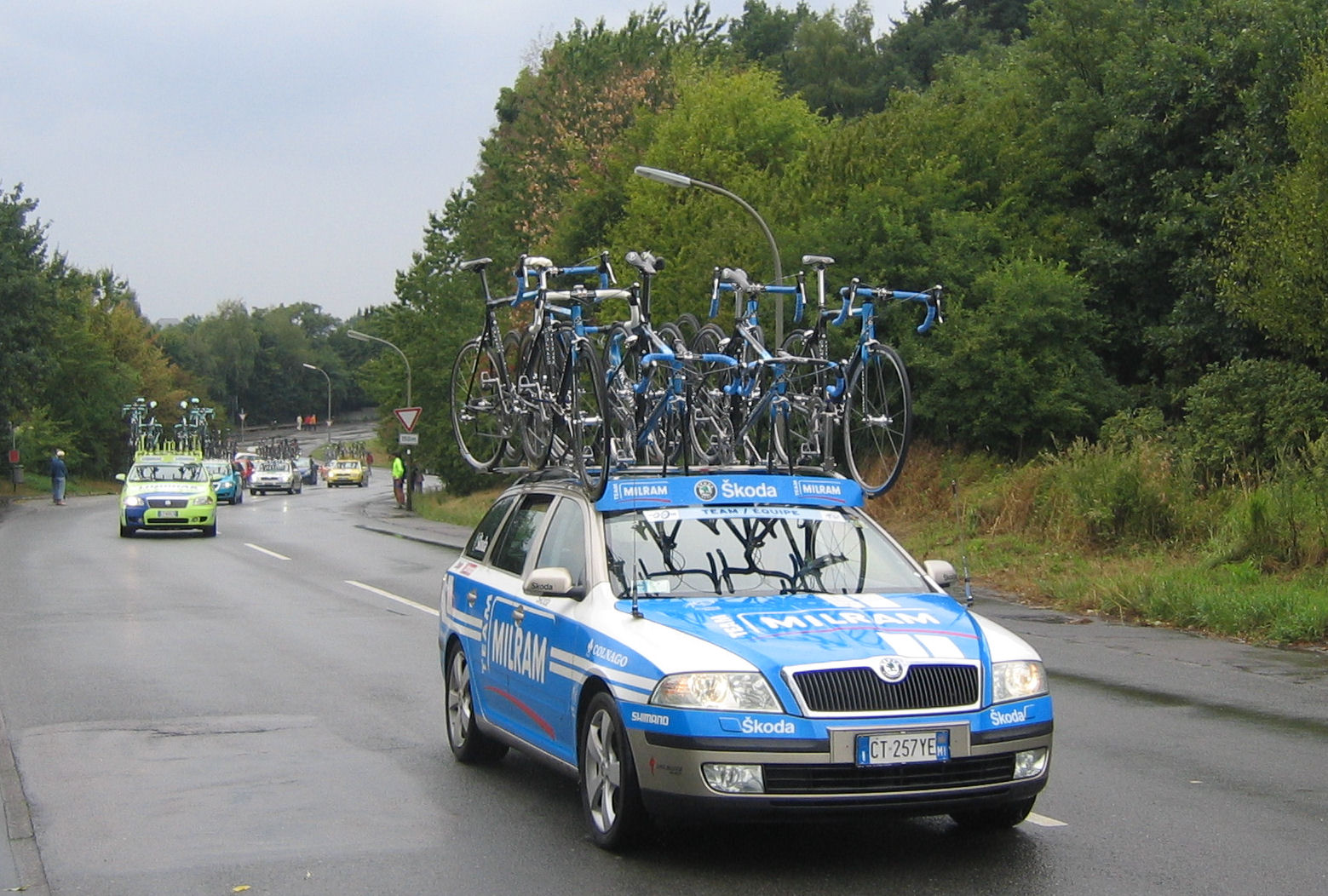
Voiture de l'équipe lors du Tour d'Allemagne 2006.

L'équipe cycliste Milram est une ancienne équipe cycliste allemande, qui a existé de 2006 à 2010 en tant qu'équipe ProTour.
Le sponsor, Milram, est un fabricant allemand de produits laitiers.

## Encadrement de l'équipe
L'équipe Milram est fondée en 2006. Elle est dirigée par Gianluigi Stanga, propriétaire de la société Ciclosport s.r.l., qui porte l'équipe et portait auparavant l'équipe Domina Vacanze-De Nardi. Stanga est entouré de directeurs sportifs ayant collaboré avec lui auparavant : Antonio Bevilacqua, Vittorio Algeri et Oscar Pelliccioli. Jan Schaffrath se joint à eux durant quelques mois à la fin de l'année 2006.
L'année 2007 est marquée par des révélations de dopage. Le témoignage de Jörg Jaksche au sujet de l'équipe Polti dirigée par Stanga durant les années 1990 convainc notamment la société Milram de se séparer de ce dernier. En 2008, l'équipe n'est plus portée par la société Ciclosport s.r.l. de Stanga mais par la société Velocity Gmbh. Le Néerlandais Gerrie van Gerwen, jusqu'alors chargé des relations publiques de l'équipe, en devient manager. Sa fille Marlies van Gerwen-Liebregts devient business manager de la structure et son gendre Raoul Liebregts directeur du personnel et directeur sportif. L'équipe se domicilie à Dortmund et est enregistrée en tant qu'équipe allemande. Jochen Hahn intègre l'encadrement de l'équipe en tant que directeur sportif.
Pellicioli et Bevilacqua quittent l'équipe Milram en 2009. Ils sont remplacés par Ralf Grabsch, coureur de l'équipe de 2006 à 2008, et Christian Henn.

## Sponsoring
Le sponsor principal de l'équipe est Milram, marque de lait propriété de la société Nordmilch. Nordmilch s'est engagé en 2005 pour 4 saisons (2006 à 2009), avec une option pour un an supplémentaire. Milram a été en 2005 l'un des sponsors de l'équipe Wiesenhof.
La société Nordmilch est à l'origine du changement de structure et de direction de l'équipe à la fin de la saison 2007. Nordmilch a envisagé durant l'automne 2008 de mettre fin prématurément à son contrat de sponsoring mais s'est rétractée. L'annonce par les chaînes de télévision allemande ARD et ZDF de leur décision de ne pas diffuser le Tour de France 2009 est à l'origine de cette remise en question temporaire,.
L'engagement de Milram se termine à la fin de l'année 2010. L'équipe est par conséquent à la recherche d'un nouveau sponsor principal.
De 2006 à 2008, l'équipe Milram a été équipée de cycles Colnago. Depuis 2009, elle roule sur des cycles de la marque Focus.
Nordmilch a également sponsorisé une équipe continentale portant le nom de Milram Continental Team, de 2006 à 2009. Cette équipe, basée sur l'ancienne équipe RSH, devait permettre de préparer de jeunes coureurs au niveau professionnel avant de les intégrer à l'équipe ProTour. Seuls deux coureurs sont passés de l'équipe continentale à l'équipe ProTour : Christian Kux en 2008 et Dominik Nerz en 2010. En 2009, Nordmilch a décidé de ne pas poursuivre son engagement au-delà de cette saison.

## Histoire de l'équipe
L'équipe est fondée en 2006 à partir de la structure de l'équipe Domina Vacanze-De Nardi. Les autres coureurs sont principalement issus des équipes Wiesenhof et Fassa Bortolo.
Elle disparaît à l'issue de la saison 2010.

## Principaux coureurs
- Igor Astarloa (2007-Mai 2008)
- Mirko Celestino (2006-2007)
- Linus Gerdemann (2008-2010 )
- Brett Lancaster (2007-2008)
- Alessandro Petacchi (2006-Mai 2008)
- Fabio Sacchi (2006-2007)
- Marco Velo (2006-2008)
- Erik Zabel (2006-2008)

## Principaux résultats

### Classiques
- Paris-Tours : 2007 (Alessandro Petacchi)

### Grands tours
- Tour de France :
  - 5 participations (2006, 2007, 2008, 2009, 2010)
- Tour d'Italie :
  - 5 participations (2006, 2007, 2008, 2009, 2010)
  - 5 victoires d'étapes :
    - 2007 : Alessandro Petacchi (5)

  -  1 victoire au classement par points : Alessandro Petacchi en 2007
- Tour d'Espagne :
  - 5 participations (2006, 2007, 2008, 2009, 2010)
  - 6 victoires d'étapes :
    - 2006 : Erik Zabel (2)
    - 2007 : Alessandro Petacchi (2) et Erik Zabel
    - 2009 : Gerald Ciolek

### Championnats nationaux
- Championnat d'Allemagne sur route : 2010 (Christian Knees)
- Championnat du Kazakhstan contre-la-montre : 2006 (Maxim Iglinskiy)
- Championnat des Pays-Bas sur route : 2010 (Niki Terpstra)
- Championnat du Slovaquie contre-la-montre : 2006 et 2008 (Matej Jurčo)
- Championnat du Slovaquie sur route : 2008 (Matej Jurčo), 2009 (Martin Velits)
- Championnat d'Ukraine contre-la-montre : 2006 et 2008 (Andriy Grivko) et 2007 (Volodymyr Dyudya)

## Classements UCI
L'équipe Milram intègre le ProTour dès sa création. Le tableau ci-dessous présente les classements de l'équipe sur ce circuit, ainsi que son meilleur coureur au classement individuel. 
| Saison | Classement par équipes | Meilleur coureur au classement individuel |
| ------ | ---------------------- | ----------------------------------------- |
| 2006   | 18e                    | Alessandro Petacchi (36e)                 |
| 2007   | 18e                    | Erik Zabel (26e)                          |
| 2008   | 18e                    | Erik Zabel (55e)                          |

En 2009, le classement du ProTour est remplacé par le Classement mondial UCI.
| Saison | Classement par équipes | Meilleur coureur au classement individuel |
| ------ | ---------------------- | ----------------------------------------- |
| 2009   | 18e                    | Gerald Ciolek (56e)                       |
| 2010   | 26e                    | Luke Roberts (81e)                        |

## Saisons
- Saison 2006
- Saison 2007
- Saison 2008
- Saison 2009
- Saison 2010